# Budynek przy ul. Dybowskiej 6 w Toruniu
Budynek przy ul. Dybowskiej 6 w Toruniu – dawna siedziba Oficerskiej Szkoły Marynarki Wojennej w Toruniu.
Budynek o konstrukcji szkieletowej powstał na początku XIX wieku wraz z budowanym wówczas Bastionem Wschodnim Przyczółka Mostowego Twierdzy Toruń. Pierwotnie pełnił rolę kasyna. W 1922 roku polskie władze wojskowe otworzyły tu Oficerską Szkołę Marynarki Wojennej. Jej działalność została zainaugurowana 1 października tegoż roku.
Budynek wpisany jest do gminnej ewidencji zabytków (nr 2179).